# Bank of America
Korporacija Bank of America (skraćeno BofA) je američka multinacionalna investiciona banka i kompanija za finansijske usluge bazirana u Šarlotu, Severna Karolina, sa centralnim sedištima u Njujorku, Londonu, Hongkongu, Mineapolisu, i Torontu. Banka Amerike je formirana tako što je NationsBank kupila BankAmerica 1998. godine. Ona je druga po veličini bankarska institucija u Sjedinjenim Državama, nakon JPMorgan Chase. Kao deo velike četvorke, pruža približno 10,73% svih američkih bankovnih depozita, u direktnoj konkurenciji sa Citigroup, Wells Fargo i JPMorgan Chase. Njene osnovne finansijske usluge su koncentrisane na komercijalno bankarstvo, upravljanje imovinom i investiciono bankarstvo.
Jedna grana njene istorije proteže se do Banke Italije, koju je osnovao Amadeo Pjetro Đanini 1904. godine, a koja je pružala razne bankarske opcije italijanskim imigrantima koji su se suočili sa diskriminacijom. Prvobitno sa sedištem u San Francisku u Kaliforniji, Đanini je 1922. godine kupio Banku Amerike i Italije. Donošenje prekretničkog saveznog bankarskog zakona omogućilo je brz rast tokom 1950-ih, čime je brzo uspostavljan prominentni udeo na tržištu. Nakon pretrpljenog značajnog gubitka nakon neizmirivanja ruskih obveznica 1998. godine, BankAmerica, kako se do tada znala, kupila je NationsBank sa sedištem u Šarlotu za 62 milijarde dolara. Nakon ove u to vreme najveće akvizicije banaka u istoriji, osnovana je Korporacija Banka Amerike. Kroz niz spajanja i akvizicija, ona je nadogradila svoje komercijalno bankarsko poslovanje uspostavljajući Meril Linč za upravljanje imovinom, i Banku Amerike Meril Linč za investiciono bankarstvo 2008. i 2009. godine, respektivno. Pošto obe divizije nose oznaku „Meril Linč”, prva se često naziva „Meril Linč upravljanje imovinom” kako bi se razlikovala od druge.
Banka Amerike, Meril Linč i Meril Linč upravljanje imovinom zadržavaju velike tržišne udele u svojim respektivnim ponudama. Investiciona banka se smatra trećom najvećom investicionom bankom na svetu, prema podacima iz 2018. godine. Deo banke za upravljanje imovinom nadgleda 1,081 biliona dolara imovine u okviru AUM, te je drugi najveći menadžer imovine na svetu, posle UBS. U komercijalnom bankarstvu Banka Amerike posluje u svih 50 saveznih država SAD (mora ne održava maloprodajne filijale u svim državama), distriktu Kolumbija i više od 40 drugih zemalja. U pogledu komercijalnog bankarstva ona obuhvata 46 miliona relacija sa korisnicima i malim preduzećima u 4.600 bankarskih centara i putem 15.900 bankomata.
Veliki tržišni udeo banke, poslovne aktivnosti i ekonomski uticaj doveli su do brojnih tužbi i istraga u vezi sa hipotekama i finansijskim obelodanjivanjima koje datiraju od finansijske krize 2008. godine. Njena korporativna praksa usluživanja srednje klase i šire bankarske zajednice proizvela je značajan tržišni udeo od početka 20. veka. Prema podacima iz avgusta 2018. godine, Banka Amerike ima tržišnu kapitalizaciju od 313,5 milijardi dolara, što je čini 13. najvećom kompanijom na svetu. Kao šesto najveće američko javno preduzeće, ona je ostvarila 102,98 milijardi dolara prodaje, prema podacima iz juna 2018. Banka Amerike je rangirana na 24. mestu na rang listi Forčun 500 najvećih američkih korporacija u 2018. godini prema ukupnom prihodu. Banku Amerike je firma Euromoney Institutional Investor proglasila za „najbolju svetsku banku” u svojim Nagradama za izvrsnost iz 2018. godine.

## Istorija
Ime Banke Amerike prvi put se pojavilo 1923. godine, formiranjem Banke Amerike u Los Anđelesu. Godine 1928. nju je kupila Banka Italije iz San Franciska, koja je dve godine kasnije preuzela ime Bank of America.
Istočni deo franšize Banke Amerike potiče iz 1784. godine, kada je Masačusetska banka osnovana - najranija preteča banke FleetBoston, koju je Banke Amerike kupila 2004. Godine 1874. u Šarlotu je osnovana Komercijalna nacionalna banka. Ta se banka 1958. godine spojila sa Amerikan trast kompanijom i formirala Američku komercijalnu banku. Dve godine kasnije, ona je postala Nacionalna banka Severne Karoline kada se spojila sa Obvezničkom nacionalnom bankom iz Grinsbora. Godine 1991. ona je spojena se C&S/Sovran korporacijom iz Atlante i Norfolka čime je formirana NationsBank.
Centralni deo franšize datira iz 1910. godine, kada su se Komercijalna nacionalna banka i Kontinentalna nacionalna banka u Čikagu spojile u Kontinentalnu i komercijalnu nacionalnu banku, koja je evoluirala u Kontinentalnu ilinoisku nacionalnu banku i trast.

### Banka Italije
Sa perspektive imenovanja, istorija Banke Amerike potiče od 17. oktobra 1904. godine, kada je Amadeo Pjetro Đanini osnovao Banku Italije u San Francisku. Banka Italije služila je potrebama mnogih imigranata koji su se nastanili u Sjedinjenim Državama u to vreme, pružajući usluge koje su im uskraćivale postojeće američke banke, koje su ih obično diskriminisale i često uskraćivale usluge svima osim najbogatijih.
Đaninija je odgajala njegova majka i očuh Lorenco Skatena nakon što je njegov otac smrtno upucan zbog spora oko plate sa jednim od radnika. Kada je zemljotres 1906. pogodio San Francisko, Đanini je uspeo da spasi sve depozite iz zgrade banke i od požara. Banke San Franciska su bile pretvorene u tinjajuće ruševine i nisu mogle da otvore svoje trezore, dok je Đinini koristeći spašena sredstva započeo kreditiranje u roku od nekoliko dana od katastrofe. S improviziranog stola koji se sastojao od nekoliko dasaka preko dve bačve, on je pozajmljivao novac onima koji su želeli da pristupe obnovi.
Godine 1922. osnovana je Banka Amerike, Los Anđeles sa Đaninijem kao manjinskim investitorom. Ovu banku je vodio Ora E. Monet. Između 1923. i 1930, kada su dve organizacije delovale odvojeno, Đanini je osnovao Banku Amerike i Italije. Godine 1986. je Deutsche Bank AG kupila 100% Banke Amerike i Italije. Đanini je 1918. godine osnovao Bancitali korporaciju, čiji je najveći akcionar bila Akcionarska pomoćna korporacija. Ova kompanija je stekla deonice raznih banaka koje su locirane u Njujorku i nekoliko stranih država. Iste godine banka je otvorila firijalu u Njujorku kako bi pobliže pratila američke političke, ekonomske i finansijske poslove; zajedno sa Londonskom firijalom, ovo je bila prva stalna inostrana kancelarija banke, u vreme kada su postavljeni temelji za restrukturiranje međunarodnog tržišta novca. 
Đanini je 1928. godine svoju banku spojio sa Bankom Amerike, Los Anđeles, na čelu sa Orom E. Monetom i konsolidovao je to sa drugim bankarskim ulozima kako bi stvorio ono što će postati najveća bankarska institucija u zemlji. Banka Italije preimenovana je 3. novembra 1930. u Bank of America National Trust and Savings Association, i bila je u to vreme jedina takva banka u Sjedinjenim Državama. Đanini i Monet su predvodili tu banku, kao kopredsedavajući.

## Literatura
- Cohen, Lauren (2016). Bank of America Interview Tips. Los Angeles, CA: Smith-Westfield Press.
- Bonadio, Felice A. (1994). A.P. Giannini: Banker of America. Berkeley, CA: University of California Press. ISBN 978-0-520-08249-6.
- Hector, Gary (1988). Breaking the Bank: The Decline of BankAmerica. Boston: Little, Brown. ISBN 978-0-316-35392-2.
- James, Marquie; James, Bessie (1954). Biography of a Bank: The Story of Bank of America N.T.&S.A. New York: Harper and Brothers.
- Johnston, Moira (1990). Roller Coaster: The Bank of America and the Future of American Banking. New York: Ticknor & Fields.
- Josephson, Matthew (1972). The Money Lords: The Great Finance Capitalists, 1925–1950. New York: Weybright and Talley.
- Lampert, Hope (1986). Behind Closed Doors: Wheeling and Dealing in the Banking World. New York: Atheneum.
- Light, Larry (1. 10. 2007). „Money for the Masses”. Forbes.
- Monnette, Orra Eugene. Personal Papers Collection. Los Angeles, CA: Los Angeles Public Library.
- Nash, Gerald G. (1992). A.P. Giannini and the Bank of America. Norman, OK: University of Oklahoma Press.
- Yockey, Ross (1999). McColl: The Man with America's Money. Atlanta: Longstreet Press.
- Ahmed, Azam; Demirjian, Karoun (15. 2. 2007). „Credit offered to illegal residents”. Chicago Tribune.
- Taibbi, Matt (14. 3. 2012). „Bank of America: Too Crooked to Fail”. Rolling Stone. Архивирано из оригинала 15. 05. 2018. г. Приступљено 19. 10. 2019.

## Spoljašnje veze
- Zvanični veb-sajt
- Poslovni podaci za Bank of America Corp: